# Un (géorgien)
Cette page contient des caractères spéciaux ou non latins. S’ils s’affichent mal (▯, ?, etc.), consultez la page d’aide Unicode.
Un, (უნ, [un], en géorgien) est la 20e lettre de l'alphabet géorgien.

## Linguistique
Un est utilisé pour représenter le son [u].
Dans la norme ISO 9984, la lettre est translittérée par « u ».

## Représentation informatique
- Unicode[1] :
  - Asomtavruli Ⴓ : U+10B3
  - Mkhedruli et nuskhuri უ : U+10E3